# خاویر بوتت
خاویر بوتت (به انگلیسی: Javier Botet) (زاده ۳۱ ژوئیهٔ ۱۹۷۷) بازیگر اسپانیایی است.
از فیلم‌های او می‌توان به عروس کولی، جادوگران سوگاراموردی، مومیایی، آخرین سفر دمتر و مارا اشاره کرد.